# 海希爾 (密蘇里州)
海希爾（英語：High Hill）是位於美國密蘇里州蒙哥馬利縣的城市。

## 人口
根據2020年美國人口普查的數據，海希爾的面積為1.19平方千米，皆為陸地。當地共有人口186人，而人口密度為每平方千米156人。